# Ohm (unité)
Pour les articles homonymes, voir Ohm.
L’ohm, de symbole Ω (la lettre capitale grecque oméga), est l'unité de résistance électrique du Système international (SI). Il a été nommé ainsi en l’honneur de Georg Ohm, physicien allemand à l'origine notamment de la loi d'Ohm.
Pour caractériser les isolants électriques, on utilise le kiloohm (ou kilo-ohm) et surtout le mégaohm, généralement renommés, par euphonie, kilohm et mégohm : 1 kΩ = 103 Ω, 1 MΩ = 106 Ω.

## Définition
La résistance électrique entre deux points d'un conducteur est d'un ohm lorsqu'une différence de potentiel constante d'un volt, appliquée entre ces deux points, produit dans ce conducteur un courant d'un ampère, ce conducteur n'étant le siège d'aucune force électromotrice. Un ohm correspond à un volt par ampère (V/A ou V A−1) ; dans les unités de base du Système international, à un kilogramme mètre carré par seconde cube et par ampère carré :
{\displaystyle \Omega ={\rm {{\frac {V}{A}}=V\cdot A^{-1}={\dfrac {m^{2}\cdot kg}{s^{3}\cdot A^{2}}}}}}.

## Caractère Unicode
Unicode a un caractère spécifique, le « caractère Ohm » Ω, codé par U+2126, bien que son aspect soit le même que le caractère de la lettre oméga capitale Ω, codé par U+03A9. Ces deux codes étant différents, les caractères le sont aussi et leur rendu ainsi que leur compatibilité avec les systèmes peuvent différer.

## Code couleur
Un moyen mnémotechnique pour se souvenir des couleurs consiste en une phrase :
- Ne = noir = 0
- manger = marron = 1
- rien = rouge = 2
- ou = orange = 3
- jeûner = jaune = 4
- voilà = vert = 5
- bien = bleu = 6
- votre = violet = 7
- grande = gris = 8
- bêtise = blanc = 9[4].

S'y rajoutent l'or et l'argent, qui indiquent la précision et qui ne sont utilisés que pour le dernier anneau :
- or = ±5 % ;
- argent = ±10 %.